# Dysschema heliconissa
Dysschema heliconissa là một loài bướm đêm thuộc phân họ Arctiinae, họ Erebidae.